# Хитоми Канехара
Хитоми Канехара (на английски: 金原 ひとみ, Hitomi Kanehara) е японска писателка на бестселъри в жанра съвременен роман и социален трилър.

## Биография и творчество
Хитоми Канехара е родена на 8 август 1983 г. в Токио, Япония. Баща ѝ е преподавател по социални науки в Хосейския университет и преводач на детска литература. Докато е в началното училище една година живее в Сан Франциско, където баща ѝ преподава. Започва да пише на 12 години. На 15 години напуска училище и прави опит да се самоубие като пререже китките си. След възстановяването си започва да пише разкази. С помощта на баща си посещава семинарите му в университета Хосей.
През 2003 г. е публикуван първият ѝ роман „Обици и змии“. Главната героиня Луи е отчуждена млада японка, която среща двама опасни мъже и търси себе си в преследването на болката и удоволствието чрез трансформации на собственото си тяло – демоничен секс, ритуален мазохизъм, пиърсинг и автомалтретиране. Тя се противопоставя на груповата идентичност и кошерното съществуване. Романът документира пропастта, зейнала между поколенията, и води читателя в мрачно, шокиращо и в същото време хипнотично спускане в света на ъндърграунда. Той става бестселър и е удостоен с наградата „Субару“ за литературен дебют, а през 2004 г. и с най-престижната литературна награда на Япония „Акутагава“ за нови автори. През 2008 г. романът е екранизиран в успешния едноименен филм с участието на Юрико Йоситака, Кенго Кора и Арата Иура.
Следващите книги на писателката „Дете на пепелта“, „Амебно“ и „Автопроза“ продължават да представят на читателите маргинални герои от новото поколение.
Романът ѝ от 2009 г. „Trip Trap“ (Пътуване капан) е удостоен с наградата „Ода Саносуке“ на Института за литература на Осака.
Романът ѝ „Mazāzu“ (Майки) от 2011 г. получава литературната награда „Бункамура“.
През 2005 г. се омъжва. Има две дъщери. През 2011 г. се премества със семейството си във Франция.
Хитоми Канехара живее със семейството си в Париж.

## Произведения
- 蛇にピアス, Snakes and Earrings (2003)
Обици и змии, изд.: „Жанет 45“, София (2009), прев. Мая Милева
- アッシュベイビー, Ash Baby (2004)
- アミービック, AMEBIC (2005)
- オートフィクション, Autofiction (2006)
- ハイドラ, Hydra (2007)
- 星へ落ちる, Hoshi e ochiru（2007) – сборник
- 憂鬱たち, Yūutsu tachi（2009) – сборник разкази
- トリップ・トラップ, Trip Trap (2009)
- マザーズ, Mazāzu (2011)
- マリアージュ・マリアージュ（2012)
- 持たざる者（2015)
- 軽薄（2016)
- クラウドガール（2017)

### Екранизации
- 2008 Hebi ni piasu